# Pampa de Achala
La Pampa de Achala est une vaste région des sierras de Córdoba, située à l'ouest de la province de Córdoba, en Argentine. 
C'est une zone accidentée, située à plus de 1 500 m d'altitude, et qui possède des singularités écologiques, biologiques, orographiques et hydrographiques. 
La région est protégée par un décret provincial du 31 mars 1999 qui en fait une réserve naturelle hydrologique dans la mesure où cette région est un bassin qui abrite la grande majorité des cours d'eau traversant la province de Córdoba et une partie de la Pampa humide.

## Étymologie
Le nom de la région vient de la langue quechua, et se réfère à ses premiers habitants, les Comechingons, un peuple ayant vécu entre les VIe et XVIIe siècles. Selon le dictionnaire de la Haute Académie de la Langue Quechua, le terme Achala désigne un déguisement, un costume ou un jouet pour enfant. On retrouve la même racine dans le verbe Achalay qui signifie parer, décorer ou toiletter. Dans d'autres dictionnaires, le terme Achala n'existe pas mais il existe achallay qui signifie infliger quelque chose, et achallay  ñichini qui désigne l'admiration de soi.
Le terme Achala résulterait d'une déformation, puis une « hispanisation » du vocable queshua et se réfèrerait, selon les hypothèses, soit aux vêtements portés par les anciens habitants de la région pour faire face aux rigueurs du climat, soit à l'admiration qu'avaient les anciens habitants pour cette région si particulière.

## Géographie
Située dans la province de Córdoba, la Pampa de Achal est, du point de vue géographique, une région de prairies, de forêts, de désert et surtout de grandes chaînes de montagnes notamment des sierras Grandes au nord. C'est une zone accidentée, constituée de petites plaines à faible pente, ce qui a conduit à la nommer pampa. Ces plaines ont permis la formation d'un plancher bas, créant ainsi un réseau complexe d'eau souterraine qui alimente les versants des montagnes.
Cette chaîne montagneuse s'étend entre 1500 et 2790 m d'altitude. Dans cette région, il existe de nombreux ravins profonds qui ont des parois verticales de 600 à 800 m, parfois larges de plus de 1000 m. Les plus connus sont la Quebrada del Condorito et la Quebrada de Yatan. Les nombreux cours d'eau qui traversent la région forment des microclimats qui permettent le développement d'une niche écologique qui abrite de nombreuses espèces endémiques.
Compte tenu de son terrain accidenté, l'accès à la région est assez difficile et, dans certains cas, elle est inaccessible à tous véhicules, et on ne peut atteindre certains endroits intéressants qu'à pied, à dos de mule ou à cheval.

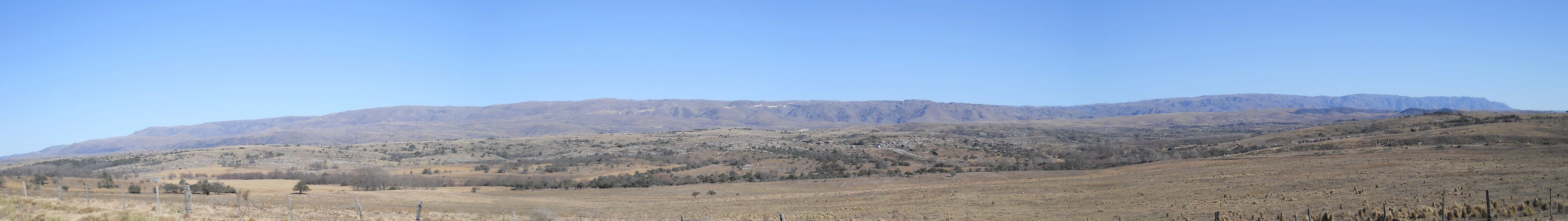
Vue panoramique de la région : à droite se trouve le massif Los Gigantes, au centre les sommets de Achala et, à gauche, la sierra de Comechingones. L'ensemble forme la Pampa de Achala.

### Délimitation

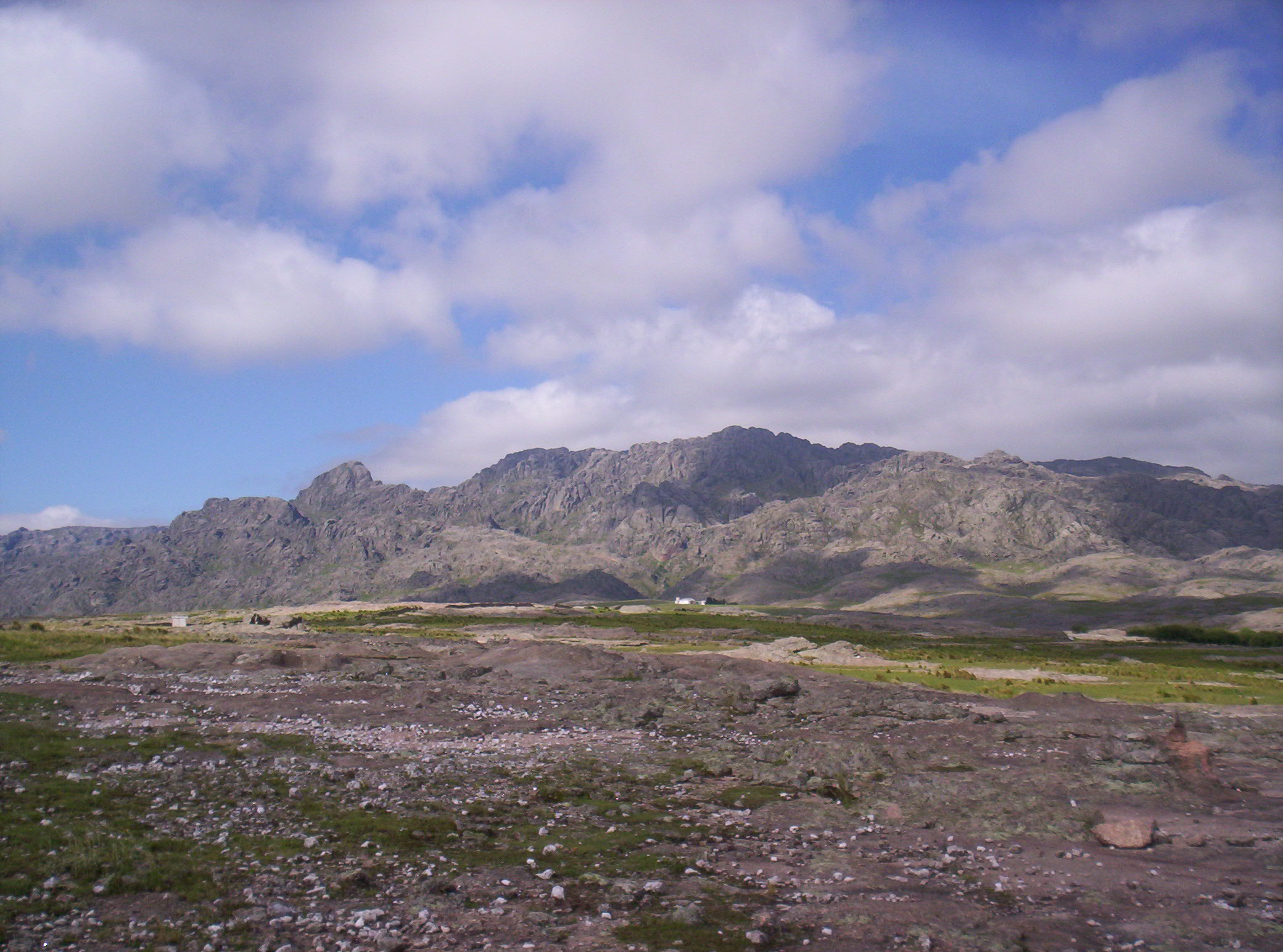
Montagne Los Gigantes, frontière nord de la Pampa de Achala, avec 2350 m.

La région couvre le sud du département de Cruz del Eje, au sud-ouest le département de Punilla, à l'est les départements de San Alberto et San Javier, et à l'ouest le département de Calamuchita.
Il faut distinguer la région de la Pampa de Achala et la réserve hydrologique provinciale du même nom qui a été créée afin de protéger les réserves d'eau de la Pampa. Les limites de la région sont définies par des caractéristiques géographiques: la limite nord longe la route provinciale n°28 (appelée auparavant RN 20) et englobe la montagne Los Gigantes, la limite sud est le mont Champaquí haut de 2 790 m. Les limites est et ouest sont fixées par les hautes terres dont l'altitude est de plus de 1500 mètres. Dans cette région se trouvent les plus hauts sommets de la province.
La région s'étend sur environ 65 km du Nord au Sud et de 24 km d'Est en Ouest, ce qui représente une superficie d'environ 150 000 ha dont 40 000 hectares constituent le parc national Quebrada del Condorito.

### Accès
.

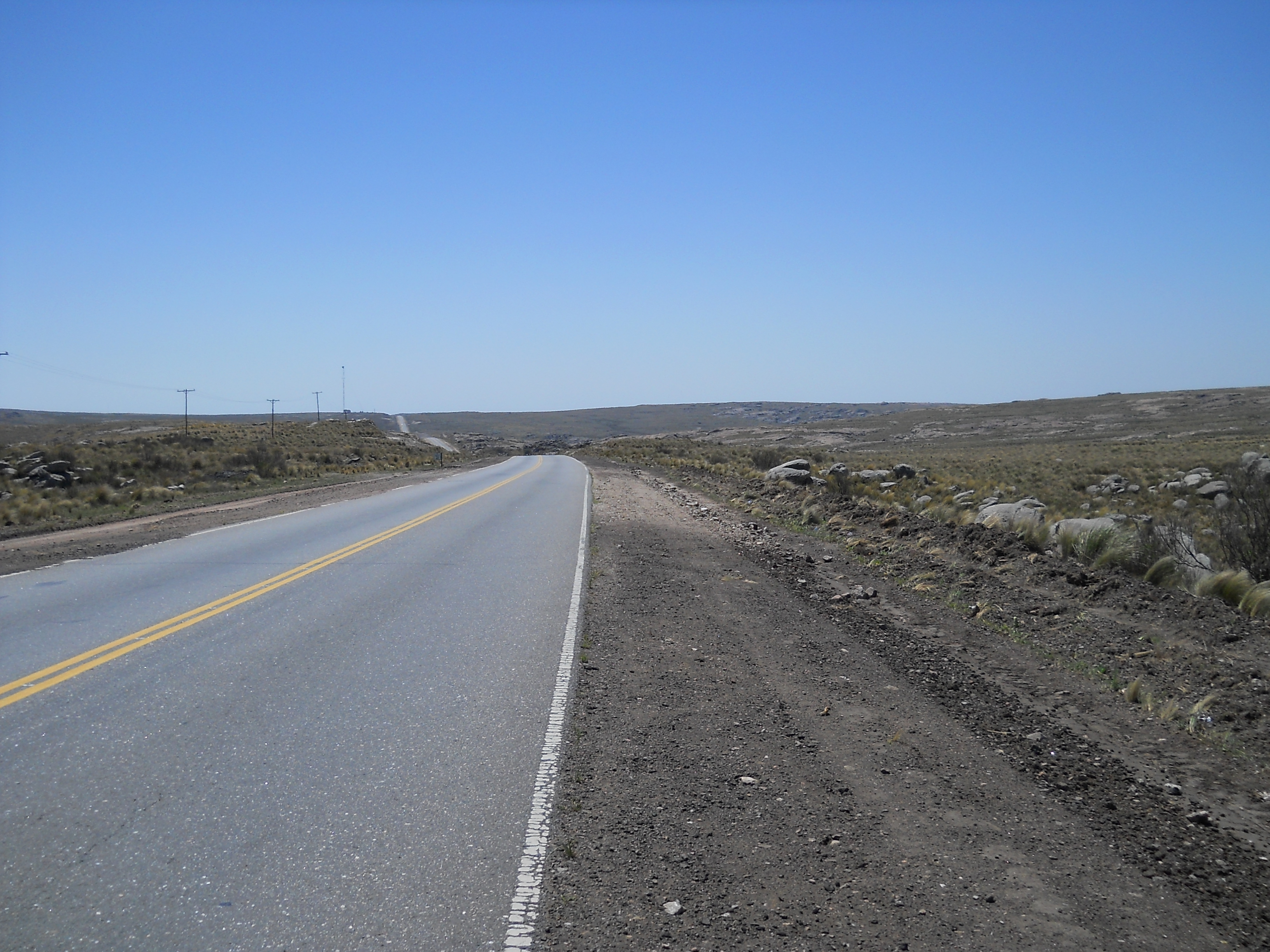
Route provinciale n°34 (ou Camino de las Altas Cumbres, également appelée Jorge Raúl Recalde, en hommage à ce pilote de rallye, originaire de la région

Pour accéder à cette région, il faut emprunter l'une des deux routes provinciales. La première, la route provinciale no 28 (faite de gravier), relie les villes de Tanti et Taninga (près de la ville de Salsacate). Après avoir parcouru près de 40 km de Tanti, et grimpé plus de 1700 mètres on arrive à l'extrême nord de la région, plus précisément au pied du massif de Los Gigantes. De là, on peut suivre le même chemin pour se rendre dans la ville de Taninga. La deuxième option est la route provinciale no 34 (faite d'asphalte) située à environ 30 km au sud de la première. Elle traverse la ville de Villa Carlos Paz, en traversant les villes de San Antonio de Arredondo, Villa Icho Cruz, Mayu Sumaj, et Cuesta Blanca. Cette route est également connue sous le nom de Camino de las Altas Cumbres ou de chemin Jorge Raul Recalde en hommage à ce pilote rallye né dans la région. Si l'on poursuit sur cette même route, on parvient à la vallée Traslasierra.
Ce sont là les deux principales voies d'accès, mais il existe aussi des routes régionales et des accès touristiques permettant de parvenir à des secteurs spécifiques de la région. 

### Géologie

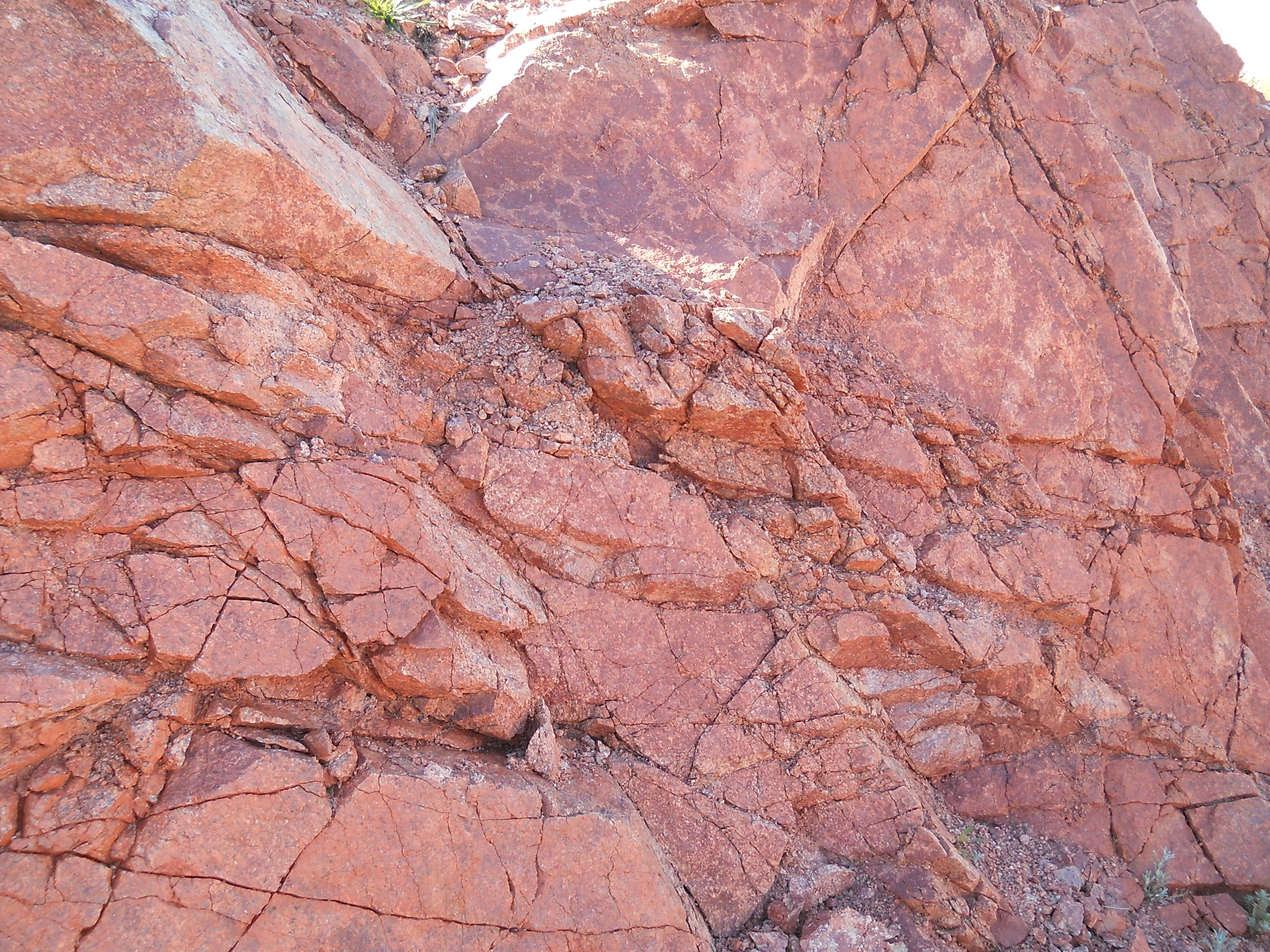
Roches de la Pampa de Achala, à proximité du site La Pampilla

L'évolution géologique de la Pampa de Achala ne pas être dissociée de l'évolution des sierras de Córdoba et de la province de San Luis. L'histoire géologique de ces dernières remonte à 15 millions d'années, avec la formation d'un bassin sédimentaire qui a ensuite été soumis à des efforts énormes en raison de la pression horizontale.
À la limite ouest de la région, des failles composées de roches métamorphiques et de roches ignées du néoprotérozoïque se sont formées du nord au sud au Paléozoïque inférieur alors que la pampa, formée au Protérozoïque supérieur et au Cambrien moyen a été moins affectée par les cycles orogéniques successifs. La géologie de la région est liée aux étapes successives de convergence et de collision  du craton de Rio de la Plata. Cela aurait provoqué l'intrusion de masses ignées (batholites) composées de granite qui a produit l'émergence de montagne. Au Tertiaire, ces anciennes structures se sont activées et en ont généré de nouvelles. Avec l'importante déformation de la partie ouest de la région, l'activité volcanique s'est intensifiée et, à la fin du Tertiaire et au début du Quaternaire, toute la région fut animée d'un soulèvement général qui a façonné les montagnes actuelles.
Les forces tectoniques à l'œuvre dans le plissement des Andes ont généré des pressions horizontales à l'ouest et, du fait de la rigidité des matériaux sous-jacents, des failles se sont formées, presque toutes du nord au sud, et un alignement de chaînes de montagnes a émergé. Le résultat fut ce que l'on peut observer à l'heure actuelle, une chaîne de montagnes aux pentes abruptes à l'ouest et aux pentes douces à l'est, ce qui a permis la formation de lacs et de cours d'eau naturels de grande valeur écologique. Dans ces chaînes montagneuses se trouvent trois types de roches: métamorphiques, sédimentaires et ignées ou granitiques.
Du point de vue géochimique, la pampa de Achala se compose de granites calco-alcalins à alcalins, alumineux à peralumineux. Les monzogranites sont les plus abondants, mais il y a aussi des granodiorites, des leucogranites et des tonalites, ainsi que quelques enclaves mafiques, de pegmatites et d'aplites. Du fait de leur composition chimique, ces granites sont issus de collisions continentales ou intraplaque , et sont considérés comme un produit de fusion partielle de la croûte terrestre résultant des changements thermiques pendant l'orogenèse.
Depuis sa formation, la pampa de Achala a été frappée par une série d'événements qui ont contribué à son extension au Paléozoïque tardif (cycle du Gondwana) et au Crétacé, accompagnés d'une forte activité magmatique et finalement à la formation des Andes au Cénozoïque, qui ont donné la morphologie actuelle de l'est de la région. La tectonique fragile des Andes est illustrée par les failles inverses que l'on aperçoit dans les hauts sommets des sierras de Córdoba tels que Los Gigantes ou La Cumbrecita.

### Sismicité
La région connait une activité sismique relativement fréquente mais généralement de faible intensité, avec néanmoins des épisodes plus graves environ tous les 30 ans dans des zones aléatoires. Parmi les derniers événements notables, on peut citer le tremblement de terre de Cruz del Eje le 22 septembre 1908 (magnitude 6,5 sur l'échelle de Richter), celui de Córdoba le 16 janvier 1947 (magnitude 5,5), celui de Villa Giardino survenu le 28 mars 1955 (magnitude 6,9) ou encore ceux survenus le 7 septembre 2004 (magnitude 4,1), le 25 décembre 2009 (magnitude 4,0) et celui du 11 septembre 2013 (magnitude 4,7).

### Orographie
Sur le plan orographique, les montagnes de la Pampa de Achal sont majoritairement composée de roches métamorphiques formées à partir du sous-sol plutonique-métamorphique de l'âge précambrien, composé essentiellement de roches à grain grossier métamorphique (gneiss et migmatites), interrompues par le granit de grandes manifestations (batholites), communes dans la région. 
On trouve principalement du quartz, du mica, de la biotite et de la muscovite ainsi que de la magnétite, de la fluorapatite, du rutile, des chlorites, de la kaolinite et du minerai d'uranium .

### Météo

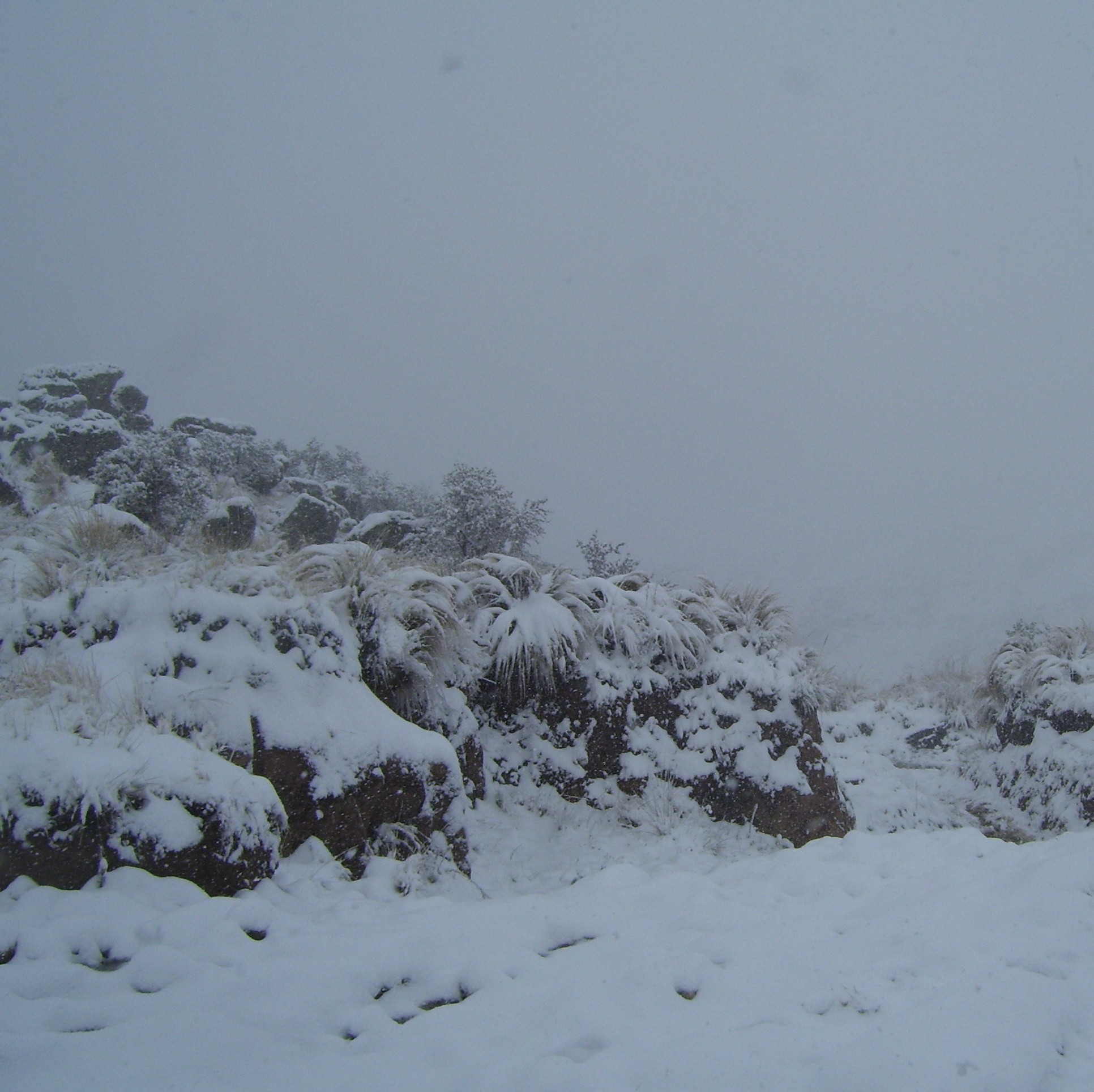
Les neiges intenses du côté ouest du mont Champaquí.

Le climat de la région est tempéré avec une amplitude thermique élevée. Les températures maximales varient entre 25 et 30 °C durant la période estivale, alors qu'en hiver, entre fin avril et début septembre, les températures minimales atteignent −10 à −25 °C selon la vague de froid polaire.
Comme c'est généralement le cas dans les régions de hautes montagnes, les conditions météorologiques changent brusquement en quelques minutes.

### Hydrographie

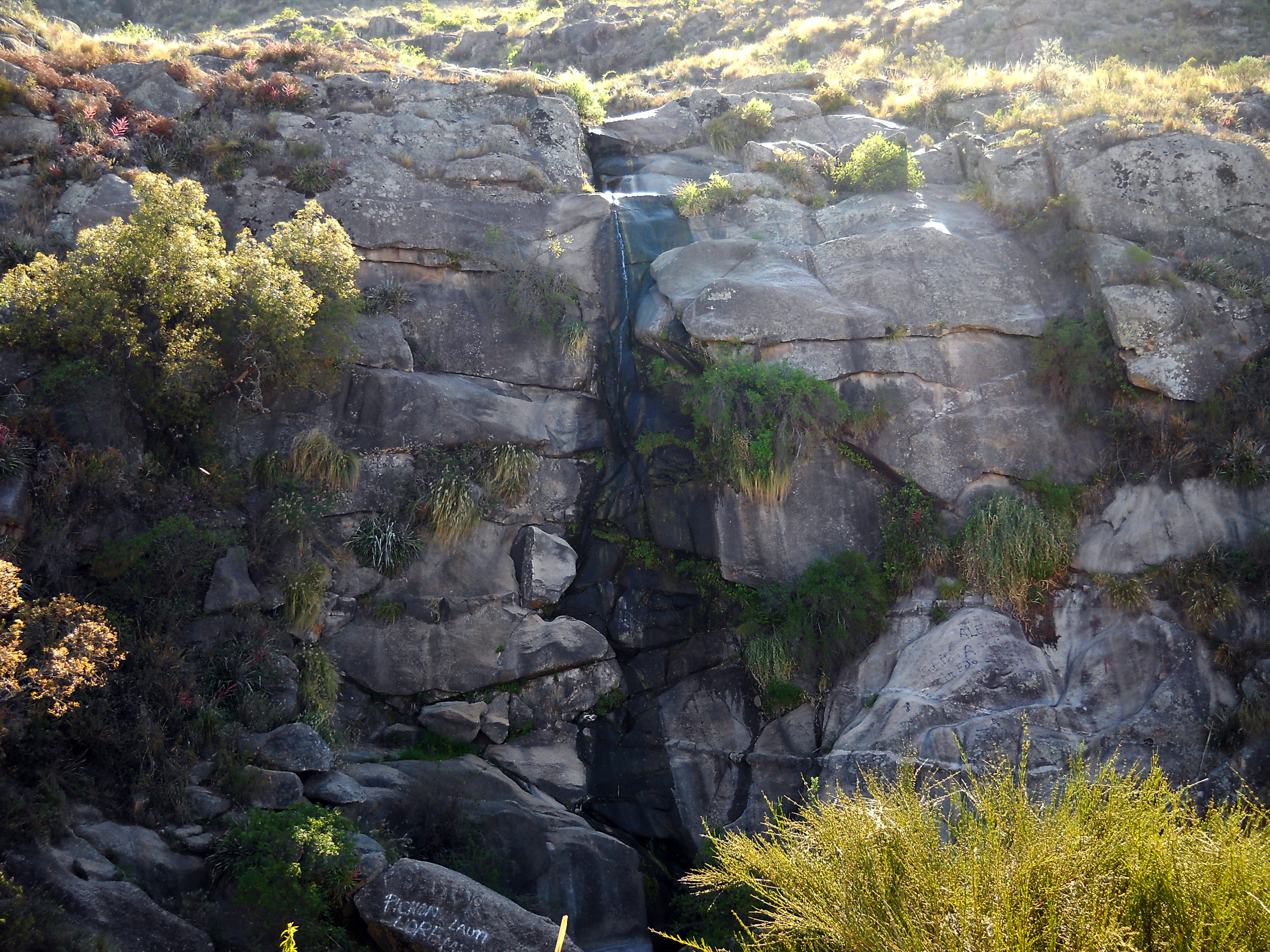
Tout au long de la Pampa de Achala, des centaines de failles laissent suinter l'eau venue des entrailles de la montagne.

La pluviométrie moyenne est de 800 mm sous forme de pluie en été, et principalement sous forme de neige en hiver. Le brouillard est présent toute l'année du fait des vents humides de l'est, mais aussi des fréquents vents froids du sud.
Un réseau complexe de ruisseaux, étangs, lacs et sources, fait que cette région joue le rôle d'une véritable « éponge » qui absorbe et retient l'humidité tout au long de l'année, alimentant continuellement la plupart des sources d'eau qui alimente la majeure partie de la population de la province. C'est une zone naturelle de captage des précipitations, qui regroupe plusieurs bassins versants. C'est la raison pour laquelle le gouvernement provincial a déclaré la région réserve hydrologique de la province. La région constitue le bassin fluvial notamment du Río Primero (ou Río Suquía), du Río Segundo (ou Río Xanaes) et du Río Tercero (ou Río Ctalamochita) qui s'écoulent vers le flanc oriental des sierras de Córdoba. Vers l'ouest se trouve le bassin du cours supérieur du fleuve Mina Clavero.

### Biome
La région de Pampa de Achala présente, sur le plan biogéographique, des caractéristiques uniques par rapport aux provinces qui l'entourent et, à ce titre, elle est considérée comme une « île » qui se distingue par la variété et la taille de sa flore ainsi que par les espèces de faune qu'elle abrite.

### Flore

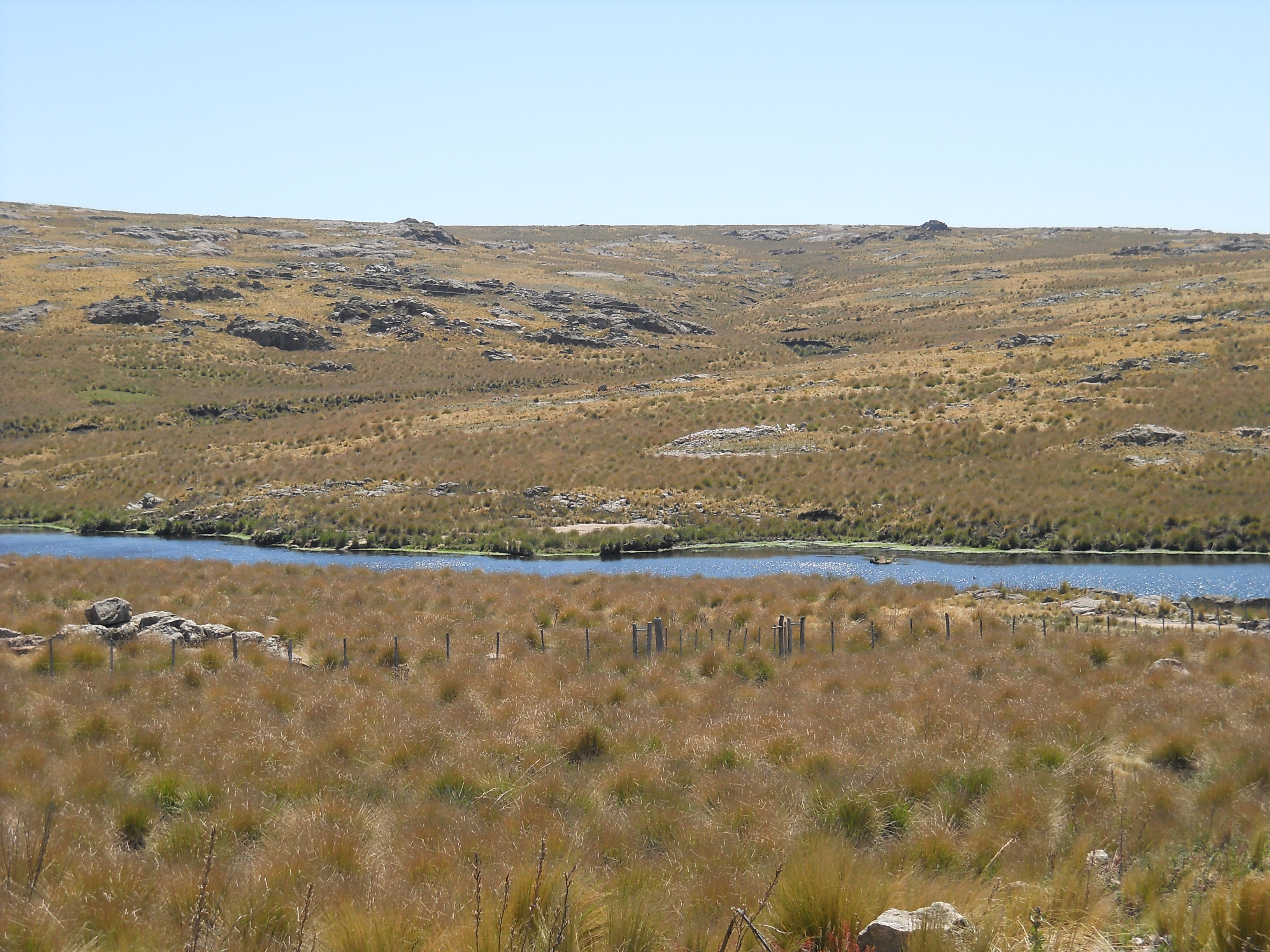
La végétation clairsemée est composée d'herbes grossières et de faible appétence.

D'un point de vue phytogéographique, la province du Chaco, les Andes, la Patagonie et la région de Magallanes convergent vers la pampa de Achala. La confluence de courants aussi divers fait que la région bénéficie de plusieurs microclimats dont il résulte un cadre unique renforcé par la présence d'espèces endémiques, dont le nombre est probablement plus élevé que celles actuellement connues.

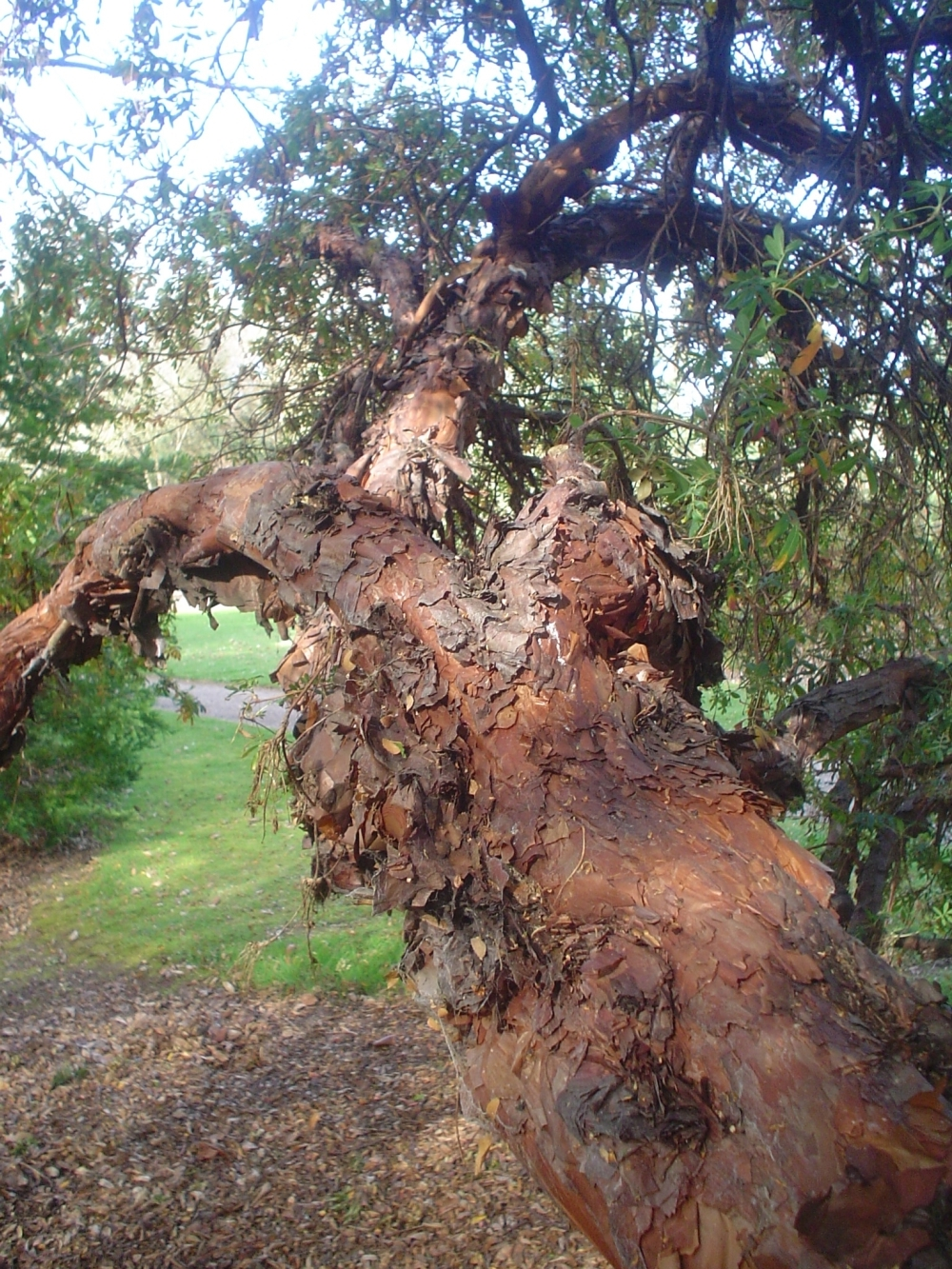
Un tabaquillo

Dans les ravins et les coteaux, on trouve des forêts de tabaquillo et de Maitén dans la région montagneuse de "quebracho", dont la coexistence est un phénomène biogéographique unique. 
Le tabaquillo appartient à une famille que l'on trouve dans la Andes du Venezuela à l'Argentine alors que le Maitén provient des forêts du sud-ouest de l'Argentine (forêt andino-patagonique). Ces forêts sont particulièrement denses dans le fond des ravins parcourus par des ruisseaux où elles ressemble à de véritables jungles avec de nombreuses fougères et épiphytes. 
Les prairies et bosquets que l'on trouve dans la pampa et les ruisseaux sont composés de plantes venant de milieux très divers. La flore qui s'étend sur les pentes orientales de la montagne est originaire de la région austro-brésilienne alors que d'autres espèces, essentiellement présentent dans la partie méridionale de la pampa de Achala, ont clairement les caractéristiques de la flore andine. Inversement, de nombreuses espèces du sud de l'Argentine sont présentes dans la partie septentrionale de la pampa.
Par ailleurs, les parois rocheuses des gorges et des affleurements de granite de la pampa de Achala, dépourvues en apparence de végétation et de faune, constituent en fait des habitats diversifiés avec des fissures et des crevasses qui abritent une flore et une faune d'un grand intérêt scientifique.
En descendant en dessous de 1 500 m, les hauts pâturages sont remplacés par des broussailles, où les arbustes dominants sont le romarin. Les forêts d'altitude qui font partie du Gran Chaco sont composées de poivrier sauvage, de Fagara coco.

### Faune

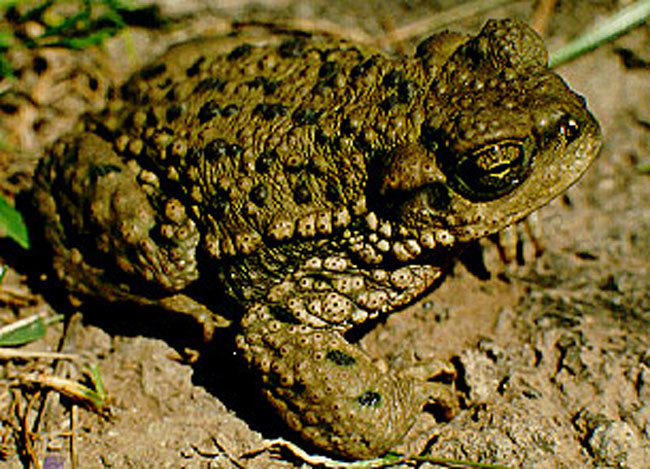
Le crapaud de Achala

Les caractéristiques de la faune de la pampa de Achala sont principalement attribuables à la région andine de la Patagonie dans la mesure où les plaines de haute altitude ont limité l'expansion des espèces typiques de la région. En outre, l'isolement géographique a contribué et favorisé le processus de différenciation de la faune. Il existe donc de nombreuses espèces endémiques qui attirent les  biologistes et ornithologues du monde entier.
- Amphibiens : parmi les amphibiens endémiques, il faut mentionner le crapaud de Achala et l'Odontophrynus achalensis

- Invertébrés : outre le scorpion urophonius achalensis, il y a de nombreuses espèces d'arthropodes, connus pour la taille de leurs nids, comme la fourmi acromyrmex striatus [10].

- Mammifères : parmi les sous-espèces endémiques de mammifères figure le renard roux des Andes (lycalopex culpaeus smithersi), une espèce menacée d'extinction qui partage son habitat avec environ 30 autres espèces de mammifères endémiques tels que le puma concolor décrit comme vulnérable, et le chat des pampas (Leopardus colocolo pajeros), le furet,  le chat de Geoffroy ainsi que de  petits rongeurs et des lièvres qui sont également abondants. Par ailleurs, le guanaco (une espèce de Lama glama) a été réintroduit dans la région alors qu'il était en train de disparaître lentement mais inexorablement au début du XXe siècle.

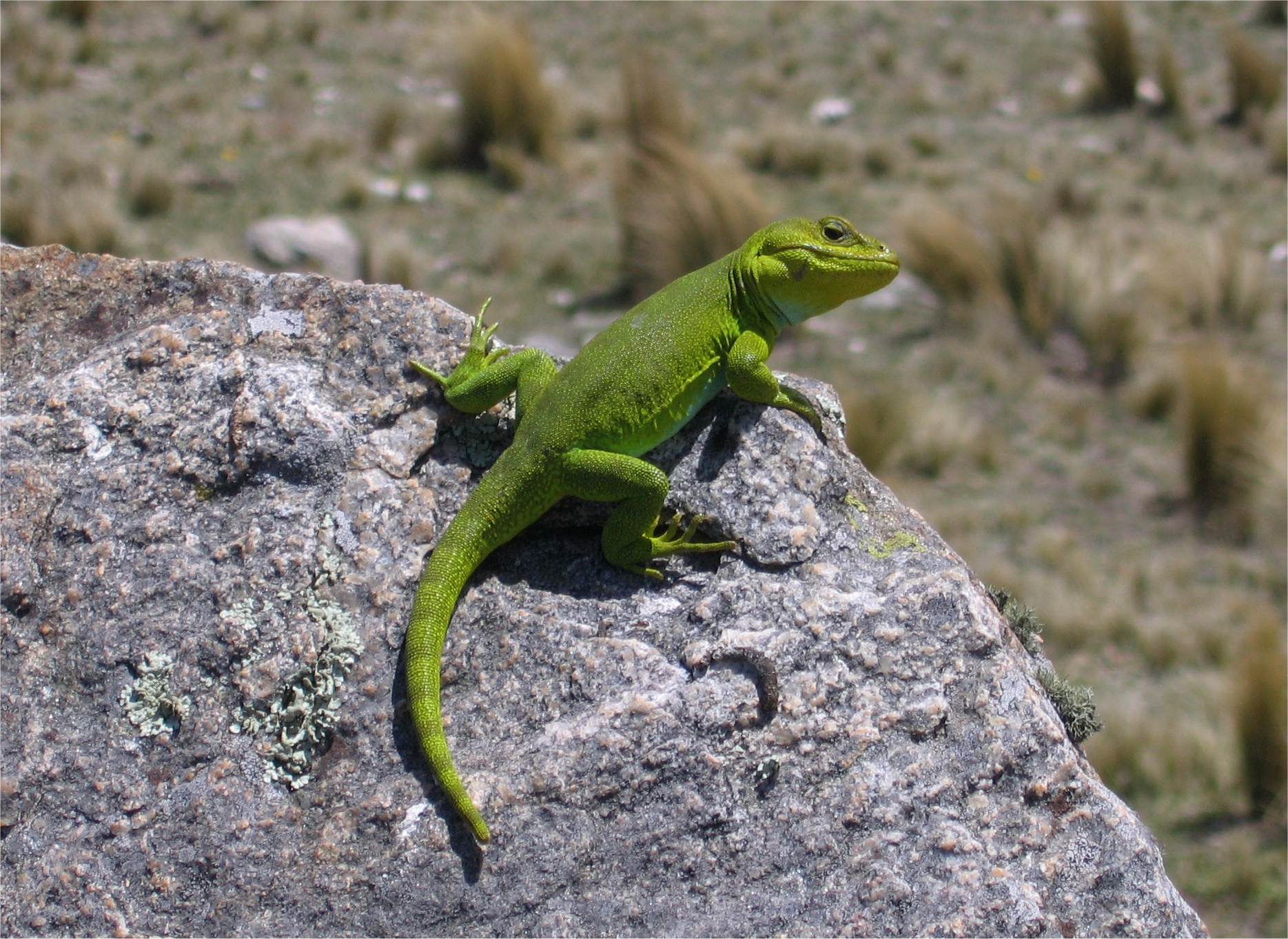
Lézard vert de Achala
(Pristidactylus achalensis

- Reptiles : en descendant les cours d'eau se trouvent des zones inondables (prairies, marais) et des hautes herbes où le serpent rayé lygophis anomalus se nourrit des grenouilles de brousse. On rencontre également dans la région une espèce endémique de lézard, le lézard vert de Achala ainsi que le serpent Yarará ñata, la seule vipère venimeuse de la région.

- Poissons : les espèces les plus courantes de poissons des cours d'eau de la pampa de Achala sont la truite arc-en-ciel, la truite mouchetée, les astynax et mojarritas. La pêche n'étant pas régulée, de nombreuses espèces ont disparu des voies navigables de la région et de toute la province.

- Oiseaux : onze sous-espèces et une espèce d'oiseaux de la famille des passereaux des Andes de Patagonie, sont endémiques à la région : le géositte à ailes rousses (geositta rufipennis ottowi), le géositte mineuse (geositta cunicularia contrerasi), le cinclode d'Olrog (cinclodes olrogi), le cinclode marron (cinclodes atacamensis schocolatinus), le synallaxe des rocailles de Córdoba (asthenes modesta cordobae), le synallaxe de Cordoba (asthenes sclateri sclateri), le gaucho à queue blanche (agriornis montana fumosus), le dormilon à calotte rousse (muscisaxicola rufivertex rufivertex), la cataménie terne de Córdoba (Catamenia inornata cordobensis), le phrygile gris-de-plomb (phrygilus unicolor cyaneus), le phrygile plébéien (phrygilus plebejus naroskyi), la sturnelle australe (sturnella loyca obscura). Les parois rocheuses les plus inaccessibles sont utilisés comme sites de nidification par la buse aguia (Geranoaetus melanoleucus), le faucon pèlerin et le condor des Andes qui sont les espèces les plus connues dont une centaine d'individus ont été dénombrés dans la région[11], outre quelques vautours pape.

## Géographie politique

### Premiers habitants
Les premiers habitants furent les Comechingons, un peuple autochtone qui habitait les sierras Pampeanas vers le XVIe siècle, qui ont donné leurs noms à la majorité des lieux de la région. On ne sait pas avec exactitude si leur présence dans la pampa de Achala est due au fait qu'ils ont fui la persécution des colonisateurs espagnols ou s'ils ont été déplacés par l'ethnie des Salavinónes. Sur le territoire de la pampa Olaen, les restes d'une ancienne culture ont été trouvés, la culture ayampití datant de 6000 ans avant notre ère.

### Population actuelle
La population actuelle de la région est extrêmement faible. Les routes étant escarpées, la pampa de Achala est difficile d'accès et, dans certains cas, seuls les mulets, les ânes et les chevaux permettent de se rendre d'un endroit à un autre. En outre, l'accès à l'eau n'est pas aisé car elle s'infiltre rapidement dans les couches géologiques profondes et l'électricité est uniquement fournie par des équipements solaires. Il existe néanmoins des écoles qui sont des points de convergence pour les habitants de la région, ainsi que quelques centres de santé très basiques.

## Géographie économique
La principale activité de la région est l'élevage des chèvres ainsi que quelques bovins et ovins. Les troupeaux sont le principal moyen de subsistance pour les habitants qui vendent le cuir et de la laine brute ou tissée. Certains habitants se sont également orientés vers la poterie et produisent des pièces d'argile qu'ils vendent aux touristes.

### Tourisme

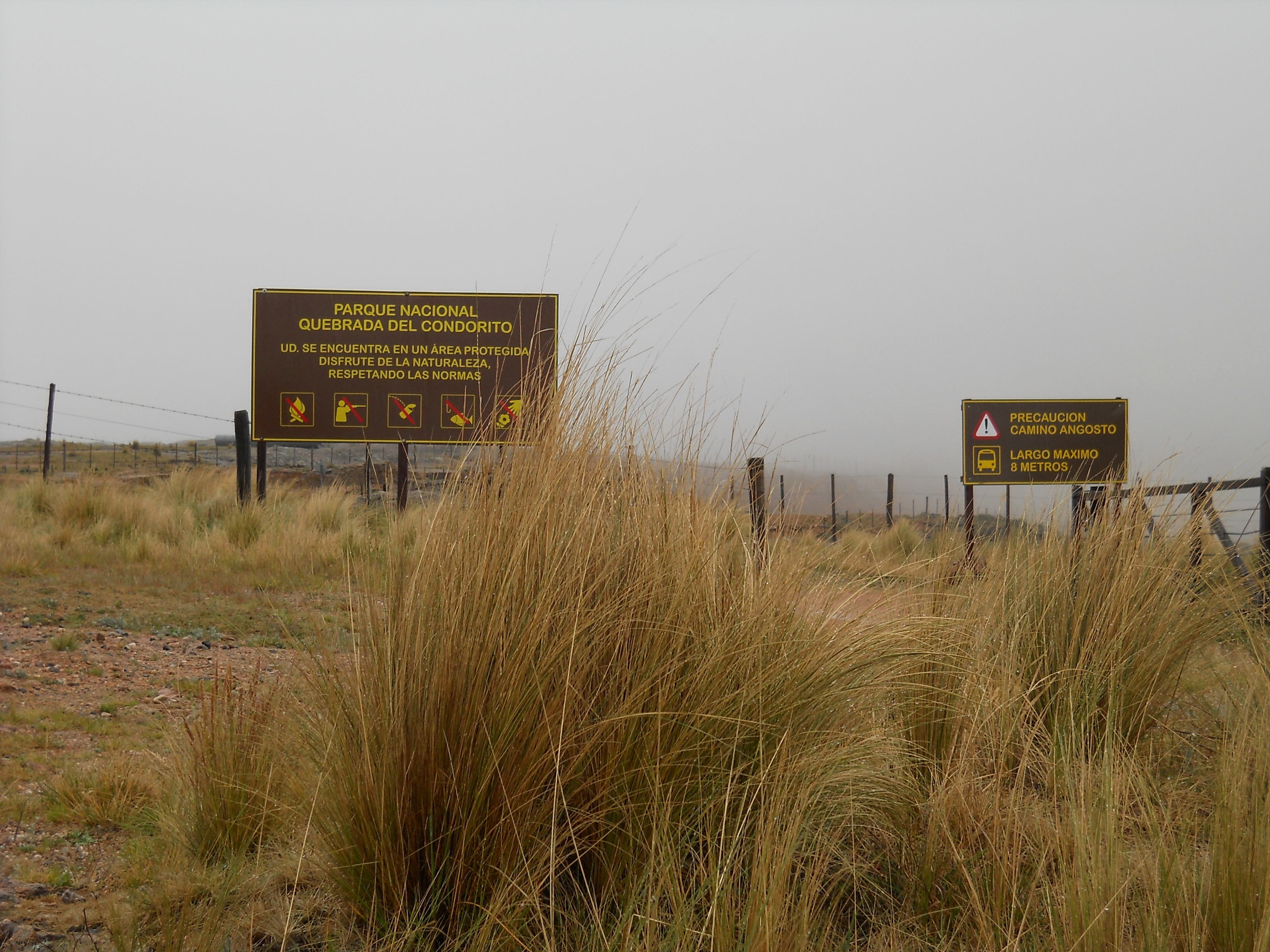
Entrée du parc national Quebrada del Condorito

La région a un potentiel touristique qui est en plein développement. 
La Pampa de Achala possède une réserve naturelle protégée, le parc national Quebrada del Condorito, qui attire de nombreux visiteurs. Par ailleurs, certaines zones, dans Los Gigantes par exemple, possèdent des refuges de haute montagne qui sont utilisés par les alpinistes professionnels ou amateurs ainsi que les groupes de scouts. Pendant l'été, les cours d'eau laissent apparaître de petites plages de sable fin qui attirent les touristes.
Le Camino de las Altas Cumbres (le chemin des cimes) mérite une mention particulière. Il a été conçu et aménagé à la fin des années 1950, mais il existait bien avant le XXe siècle et était alors connu sous le nom de « chemin des ponts suspendus ». Ce chemin a été construit en suivant un ancien chemin de halage qui était utilisé par les promeneurs et les cavaliers à cheval ou à dos de mulet. Son aménagement est due à l'action inlassable du prêtre José Gabriel del Rosario Brochero, plus connu sous le nom de Cura Gaucho. Aujourd'hui, cette route constitue l'une des étapes du championnat du monde des rallyes, ce qui en fait une véritable attraction touristique.

### Exploitation minière
L'exploitation minière est, à l'heure actuelle, relativement limitée du fait des conséquences écologiques que génèrent ces activités avec, dans certains cas, des effets dévastateurs. Il existe quelques mines qui existaient avant que la région ne devienne une réserve naturelle et qui fonctionnent sous un contrôle strict des autorités environnementales. Il y a notamment une usine d'uranium à Los Gigantes, appartenant à la société Adarsa, et dans laquelle les matières extraites sont traitées afin de servir de combustible pour la centrale nucléaire d'Embalse et d'Atucha.

## Sources
- (es) Silvana E. Geuna, Leonardo D. Escosteguy et Roberto Miro, La susceptibilidad magnética del batolito de Achala (Devónico, Sierra Grande de Córdoba) y sus diferencias con otros granitos achalianos, vol. 63, Revue de l'association argentine de géologie, juillet / sept. 2008, chap. 3, p. 380-394
- Milan Jorge Dimitri et Lawrence R. Parodi, Encyclopédie argentine de l'agriculture et du jardinage, vol. 1 & 2, t. 1, Buenos Aires, ACME S.A.C.I., 1978